# Кусов, Владимир Алексеевич
Барон Владимир Алексеевич Кусов (1851—1917) — чиновник по особым поручениям, управляющий Санкт-Петербургской конторой Дирекции императорских театров; действительный статский советник.

## Биография
Происходил из рода Кусовых. Родился в 1851 году в семье Алексея Алексеевича Кусова, который в 1866 году был возведён в баронское достоинство Российской империи; мать — Анна Павловна. Им принадлежал дом на углу Невского проспекта и Садовой улицы (№ 50/13-15).
Окончил в 1868 году Императорское коммерческое училище. В 1871 году поступил на военную службу, получив офицерское звание 19 сентября 1872 года. В ноябре 1878 года вышел в отставку.
В 1894 году вновь поступил на службу. С 1896 года был заведующим монтировочной частью Мариинского театра. В. А. Теляковский в своём дневнике написал в 1901 году:

Нет никакого сомнения, что в искусстве он ровно ничего не понимает. Следовательно, и по монтировочной части тоже ничего. Говорят — зато он честный человек и человек с большим состоянием. Является вопрос, честно ли занимать должность, будучи богатым человеком, получать около 4000 р. жалованья за дело, в котором ничего не понимаешь?

Тем не менее, в 1914 году В. А. Кусов был назначен на должность управляющего Санкт-Петербургской конторой императорских театров.
Он был также камергером (с 1912), почётным старшиной Женского патриотического общества, попечителем Александро-Невского детского приюта. С 1 января 1910 года состоял в чине действительного статского советника.  Также состоял старостой Троицкой церкви.
Скончался в своем имении в Витебской губернии 9 (22) августа 1917 года, похоронен на кладбище Александро-Невской лавры.
С 14 октября 1879 года был женат на Вере Александровне Кусовой. Их дети: Кира (12.01.1884—?), Марина (03.05.1886—?), Георгий (1887—1953),

## Награды
российские
- орден Св. Анны 2-й ст. (1901)
- орден Св. Владимира 3-й ст. (1913)
- орден Св. Станислава 1-й ст. (1915)

иностранные
- мекленбург-шверинский орден Грифона (1896)
- французский знак отличия Officierdel'Instruction Publique (1897)
- прусский орден Короны 4-го кл. (1898)
- болгарский орден «Святой Александр» 4-й ст. (1898)
- румынский орден Звезды  4-й ст. (1899)
- персидский орден Льва и Солнца 3-й ст. (1901)